# Bennettiodendron brevipes
Bennettiodendron brevipes är en videväxtart som beskrevs av Merrill. Bennettiodendron brevipes ingår i släktet Bennettiodendron och familjen videväxter. Inga underarter finns listade i Catalogue of Life.